# Villefranche-de-Rouergue
Villefranche-de-Rouergue är en kommun i departementet Aveyron i regionen Occitanien i södra Frankrike. Kommunen ligger  i kantonen Villefranche-de-Rouergue som ligger i arrondissementet Villefranche-de-Rouergue. År 2022 hade Villefranche-de-Rouergue 11 502 invånare.

## Befolkningsutveckling
Antalet invånare i kommunen Villefranche-de-Rouergue
Referens: INSEE

## Galleri

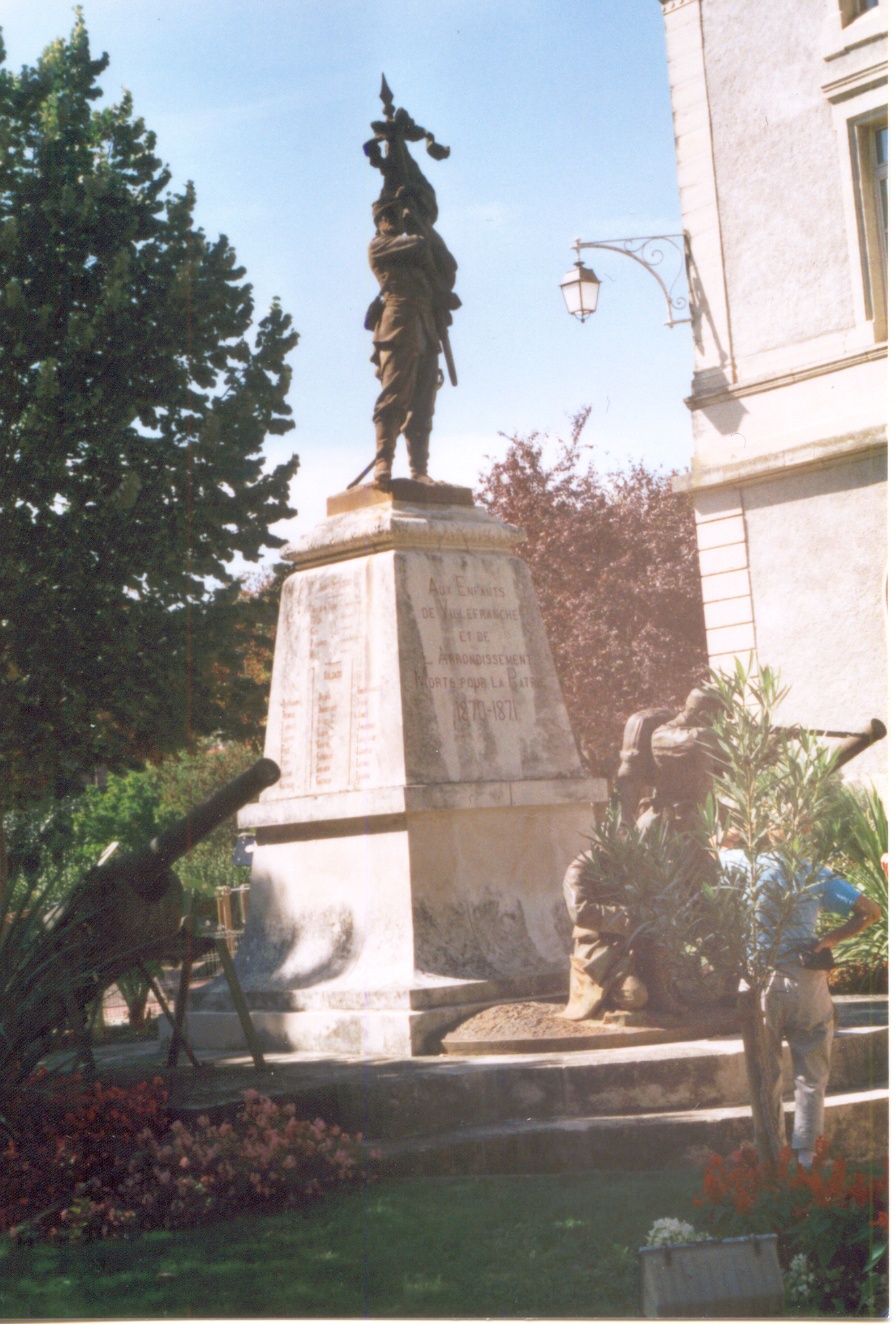
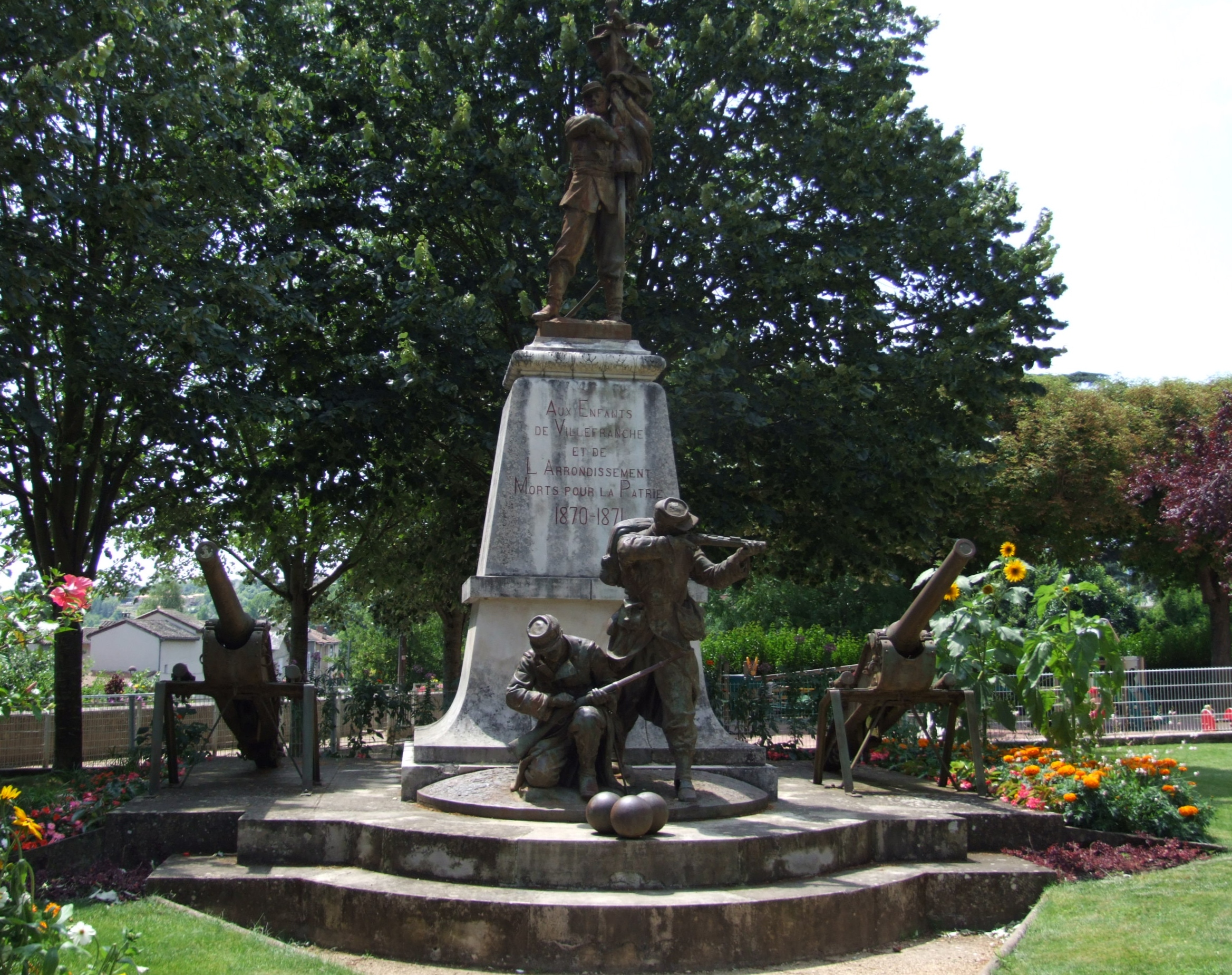
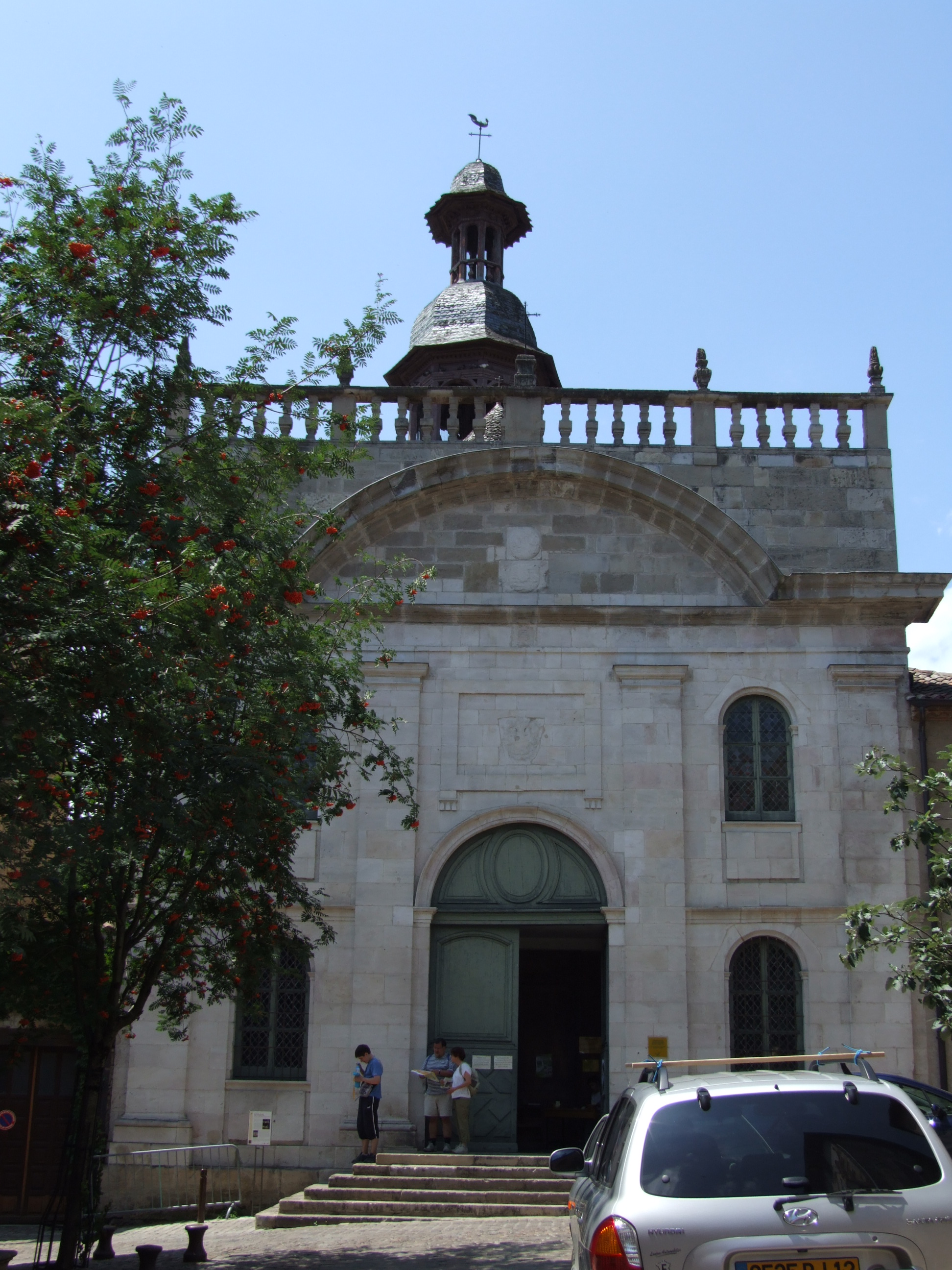
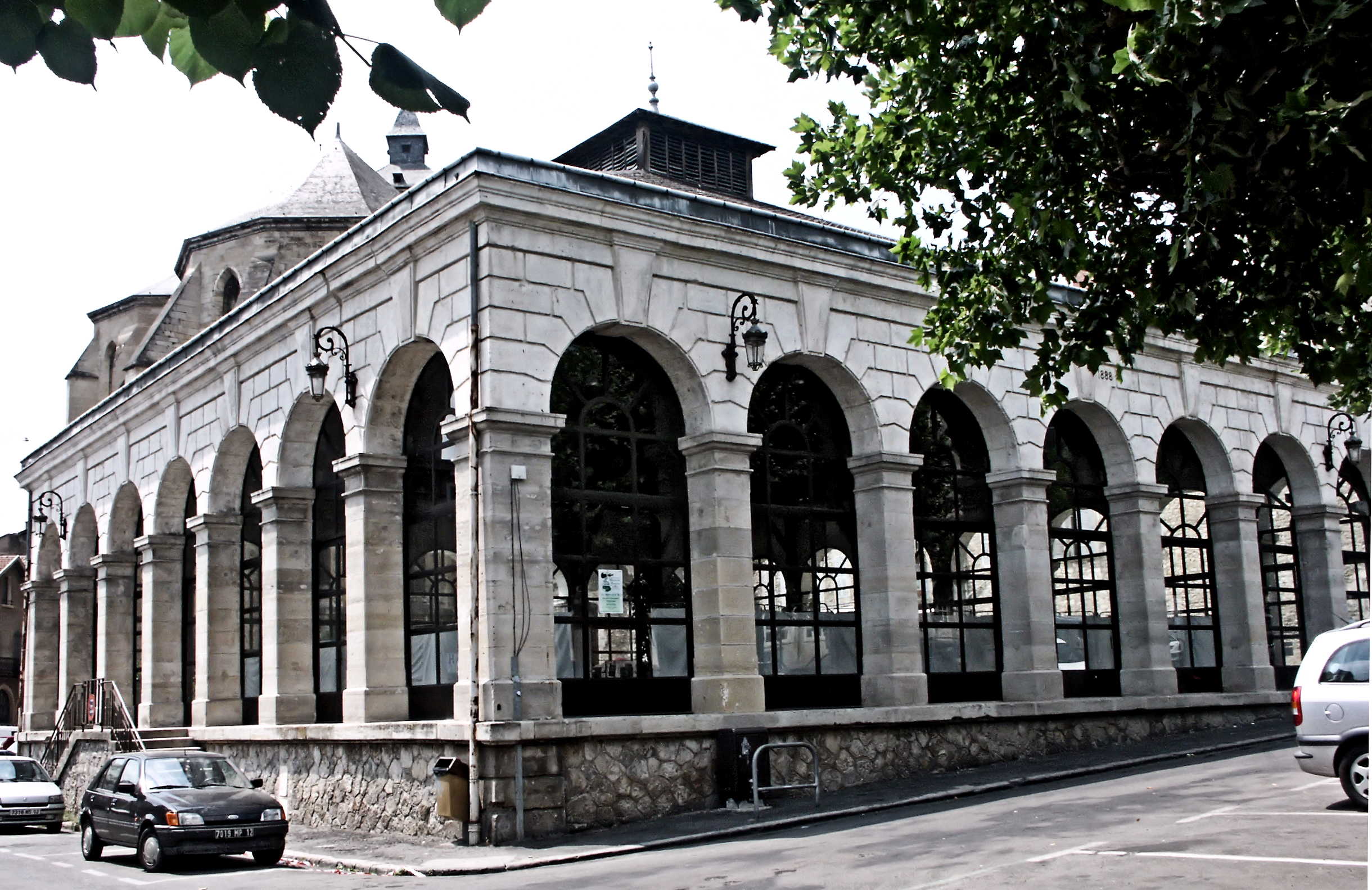
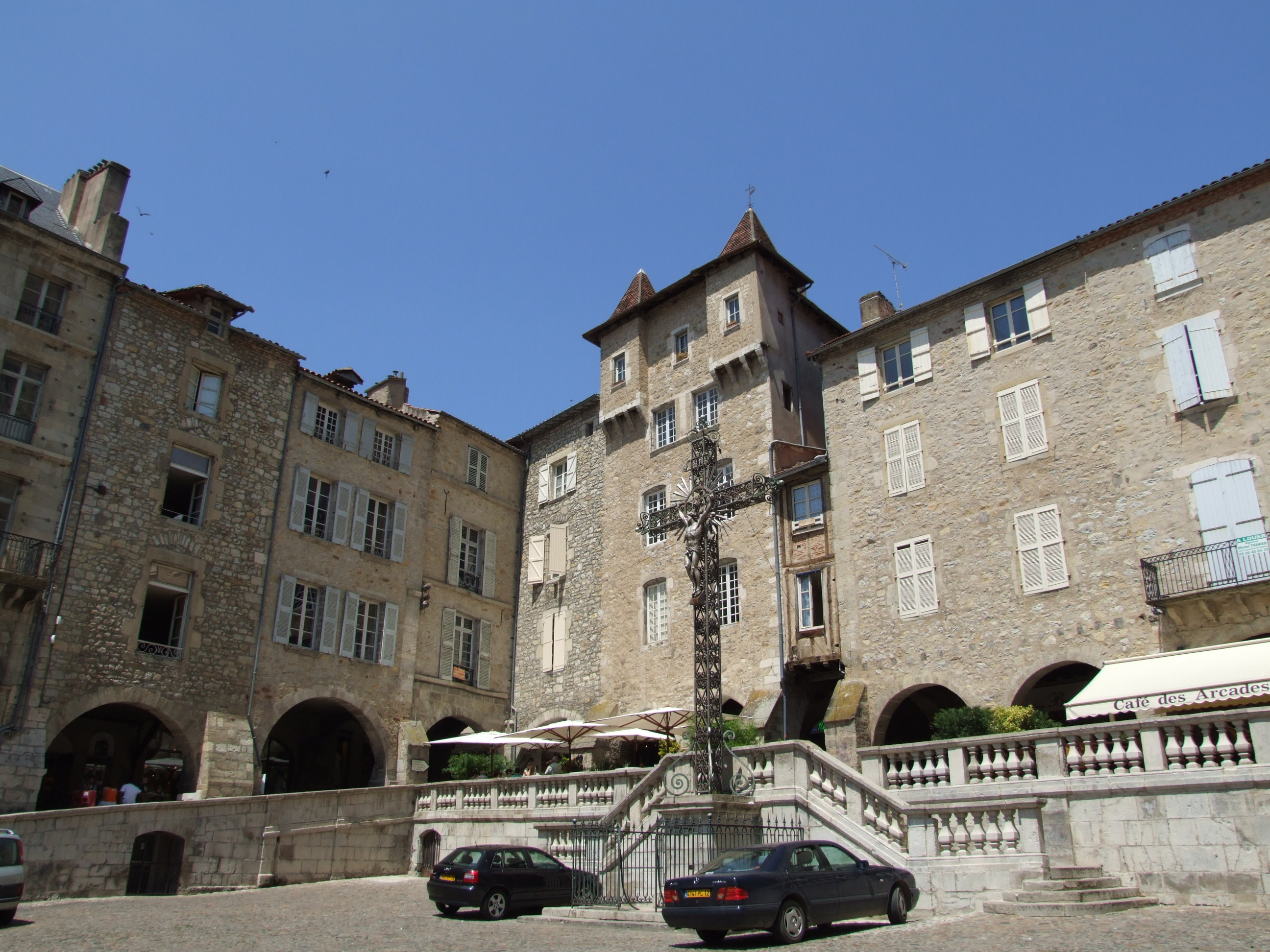
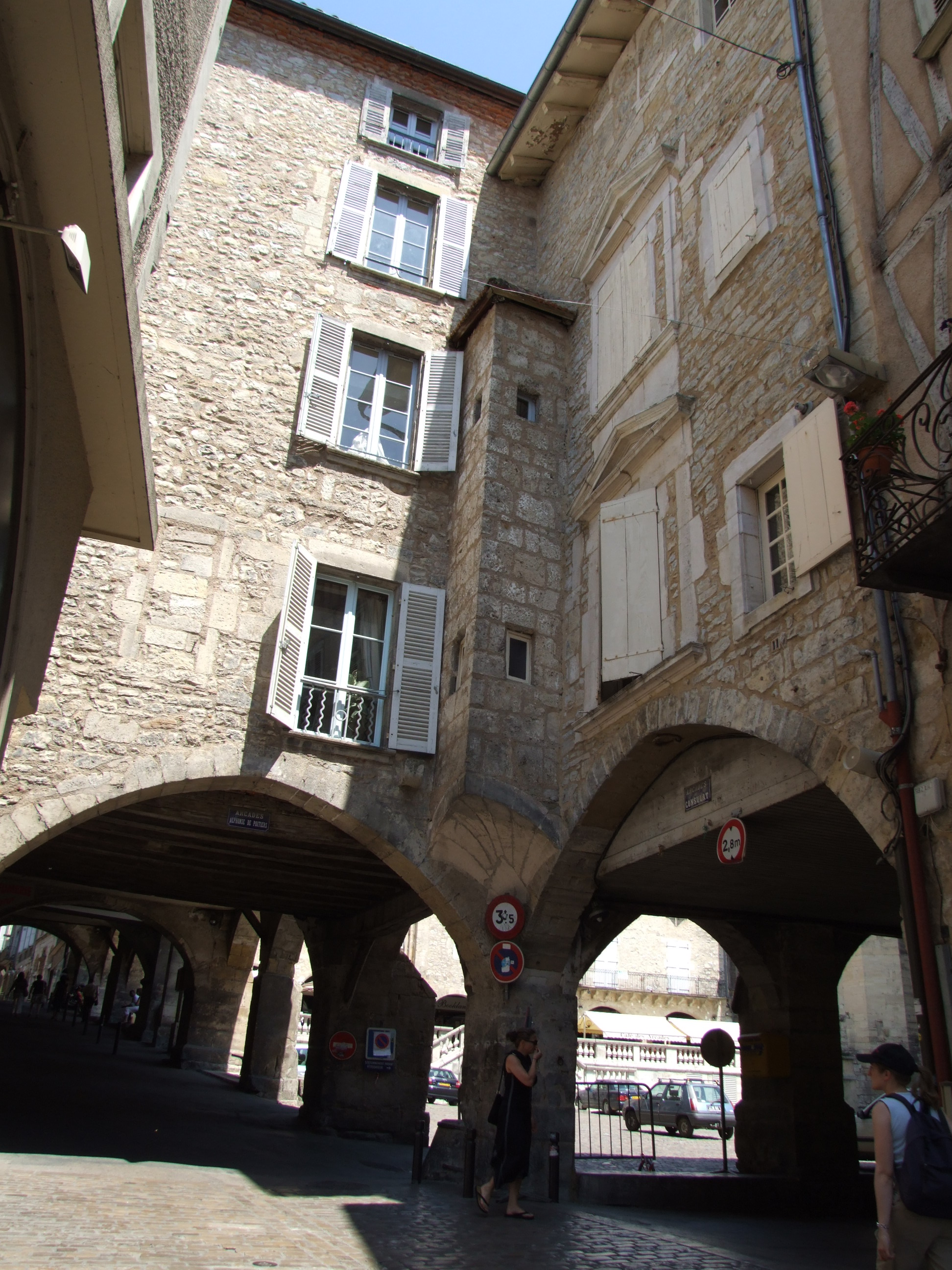